# Casón del Buen Retiro
O Casón del Buen Retiro é um edifício anexo ao Museo del Prado na cidade de Madrid, na Espanha. Após uma grande restauração finalizada em 2007, o local passou a abrigar a biblioteca, o arquivamento e o centro de estudos do museu. O local atualmente abriga cerca de 70 mil monografias e mil títulos de revistas, assim como materiais aúdiovisuais e alguns especializados recursos eletronicos.

## História do Local
O Casón del Buen Retiro é um dos poucos edifícios que sobreviveu do antigo Palácio del Buen Retiro. O local era o salão de bailes do rei Felipe IV e mais tarde se tornou o salão de festas do  Duque de Olivares.  O local foi construido em 1937, através de um projeto de Alonso Carbonell.
A fachada oeste da estrutura é obra de Ricardo Velázquez Bosco, enquanto as outras partes da estrutura foram feitas pelo arquiteto Mariano Carderera. As faixadas da estrutura seguem os padrões do neoclassico.
Durante alguns anos, o local abrigou também o famoso quadro Guernica, que permaneceu no museu até 1992, quando foi levado ao Museu Reina Sofia.

## A reforma
"Em 1996, o Casón foi fechado ao público para iniciar uma reforma completa que começou em 1997, a cargo da Gestão de Infraestrutura do Ministério da Cultura. As ações foram desenvolvidas com três propósitos: Consolidar o edifício eliminando problemas de umidade e falta de fundação. Recuperar o fresco do cofre de Luca Giordano. Expandir a área da exposição. Duas novas plantas foram escavadas, o que significa uma extensão de 3157 metros quadrados. Esse novo espaço, agora que o edifício não será usado na exibição permanente de obras de arte, será usado como uma loja de livros e documentação.
As obras foram concluídas em outubro de 2007, comemorada com um jantar de gala no dia 30. No entanto, a operação do prédio não começou até 2009. 
O uso final do edifício é abrigar o Centro de Estudos do Museu, a chamada Escola do Prado, que, seguindo o modelo da École du Louvre, dedica-se à pesquisa, bem como à capacitação de especialistas em arte. Ele abriga os departamentos de documentação, arquivo, biblioteca e conservação do Museu do Prado. 
Para celebrar publicamente a restauração do Casón, foi aberta uma exposição em Luca Giordano, no Prado, que foi alojada sob a abóbada do pintor e coincidiu com a publicação de um livro sobre a história do edifício e depois viu a luz Catálogo fundamentado do trabalho de Giordano na instituição. Depois, o grande salão central com a abóbada do pintor italiano foi consagrado como uma grande sala de leitura da biblioteca do Prado.
Este Centro recebeu uma contribuição extraordinária quando Don Juan Carlos doou o montante total do prêmio concedido pela Mutua Madrileña (750,000 €) ao Museu e destinado para esse fim.
O Centro abriu pela primeira vez em 9 de março de 2009. Tem livros sobre pintura, desenho e iconografia, escultura e artes decorativas, em um arco que varia desde a Idade Média até o século XIX. Alguns deles são catálogos de exposições, e há também um importante fundo antigo, graças em grande parte às recentes aquisições das bibliotecas Cervelló e Madrazo. No total, existem cerca de 60.000 volumes e cerca de 700 títulos de revistas, 200 deles ao vivo. Em 1987, a digitalização dos fundos começou, e a maioria já pode ser acessada através de terminais instalados na sala de leitura."